# Prezydenci miast w Polsce (kadencja 2002–2006)
Polscy prezydenci miast IV kadencji zostali wybrani w wyniku pierwszych bezpośrednich wyborów samorządowych na lata 2002–2006. Łącznie w wyniku tych wyborów samorządowych wybrano 107 prezydentów miast, w tym 66 w miastach na prawach powiatu.
Pierwsza tura tych wyborów odbyła się 27 października 2002, druga – przeprowadzana w sytuacji, gdy żaden z kandydatów w pierwszej turze nie uzyskał ponad 50% ważnie oddanych głosów – miała miejsce dwa tygodnie później, tj. 10 listopada 2002. W wyniku głosowania w tych dwóch turach obsadzono wszystkie stanowiska prezydentów miast.
W trakcie kadencji w jednym przypadku (w Mysłowicach) przeprowadzono wybory przedterminowe (po śmierci dotychczasowego prezydenta miasta). Nieobsadzone do końca kadencji pozostały stanowiska prezydentów miast w Warszawie i Siemianowicach Śląskich. W pierwszym przypadku urzędujący prezydent zrezygnował z tej funkcji, w drugim przypadku mandat został wygaszony administracyjnie (w obu tych miastach do końca kadencji obowiązki prezydenta miasta pełnił tzw. komisarz powoływany przez prezesa Rady Ministrów).

## Lista prezydentów
Pogrubieniem wyróżniono imiona i nazwiska prezydentów wyłonionych w I turze wyborów.
W kolumnie % w I turze gwiazdką (*) oznaczono kandydatów, którzy zajęli II miejsce w I turze.
| Lp.  | Miasto                  | Województwo         | Prezydent | Prezydent                  | Data urodzenia            | Komitet wyborczy                                                                               | Kadencja | % w I turze | % w II turze |
| ---- | ----------------------- | ------------------- | --------- | -------------------------- | ------------------------- | ---------------------------------------------------------------------------------------------- | -------- | ----------- | ------------ |
| 1.   | Bełchatów               | łódzkie             |           | Marek Chrzanowski          | 3 listopada 1957(dts)     | KWW Plus                                                                                       | 1        | 28,13       | 56,52        |
| 2.   | Będzin                  | śląskie             |           | Radosław Baran             | 5 czerwca 1960(dts)       | KWW Platforma Prawa i Obywateli                                                                | 1        | 28,32       | 63,14        |
| 3.   | Biała Podlaska          | lubelskie           |           | Andrzej Czapski            | 1 stycznia 1954(dts)      | KWW Akcja Samorządowa                                                                          | 2        | 24,44       | 59,37        |
| 4.   | Białystok               | podlaskie           |           | Ryszard Tur                | 10 sierpnia 1944(dts)     | KWW Białostockie Porozumienie Prawicy (członek ZChN)                                           | 2        | 29,15       | 66,18        |
| 5.   | Bielsko-Biała           | śląskie             |           | Jacek Krywult              | 24 lipca 1941(dts)        | KWW Jacka Krywulta                                                                             | 1        | 15,11*      | 66,12        |
| 6.   | Bolesławiec             | dolnośląskie        |           | Piotr Roman                | 5 października 1962(dts)  | KWW „Forum Samorządowe Ziemi Bolesławieckiej” (członek PiS)                                    | 1        | 21,84*      | 57,19        |
| 7.   | Bydgoszcz               | kujawsko-pomorskie  |           | Konstanty Dombrowicz       | 4 września 1947(dts)      | KWW Bydgoskie Porozumienie Obywatelskie                                                        | 1        | 19,01*      | 54,62        |
| 8.   | Bytom                   | śląskie             |           | Krzysztof Wójcik           | 16 października 1958(dts) | Sojusz Lewicy Demokratycznej – Unia Pracy (członek SLD)                                        | 2        | 35,03       | 50,70        |
| 9.   | Chełm                   | lubelskie           |           | Krzysztof Grabczuk         | 22 kwietnia 1962(dts)     | KWW Krzysztofa Grabczuka Kocham Chełm (członek PO)                                             | 1        | 32,35*      | 55,56        |
| 10.  | Chorzów                 | śląskie             |           | Marek Kopel                | 24 marca 1955(dts)        | KWW Koalicja Wspólny Chorzów                                                                   | 4        | 47,30       | 63,33        |
| 11.  | Ciechanów               | mazowieckie         |           | Waldemar Wardziński        | 8 czerwca 1955(dts)       | KWW Po Prawo i Samorządność (członek PO)                                                       | 1        | 20,77       | 50,19        |
| 12.  | Częstochowa             | śląskie             |           | Tadeusz Wrona              | 26 marca 1951(dts)        | KWW Porozumienie Samorządowe „Wspólnota” (członek RS)                                          | 3        | 35,30       | 58,41        |
| 13.  | Dąbrowa Górnicza        | śląskie             |           | Jerzy Talkowski            | 29 września 1934(dts)     | KWW Jerzego Talkowskiego                                                                       | 2        | 16,22       | 59,04        |
| 14.  | Elbląg                  | warmińsko-mazurskie |           | Henryk Słonina             | 25 marca 1939(dts)        | Sojusz Lewicy Demokratycznej – Unia Pracy (członek SLD)                                        | 2        | 49,27       | 62,18        |
| 15.  | Ełk                     | warmińsko-mazurskie |           | Janusz Nowakowski          | 2 września 1948(dts)      | Sojusz Lewicy Demokratycznej – Unia Pracy (członek SLD)                                        | 1        | 18,54*      | 50,45        |
| 16.  | Gdańsk                  | pomorskie           |           | Paweł Adamowicz            | 2 listopada 1965(dts)     | Platforma Obywatelska RP                                                                       | 2        | 37,46       | 72,28        |
| 17.  | Gdynia                  | pomorskie           |           | Wojciech Szczurek          | 1 grudnia 1963(dts)       | KWW „Samorządność”                                                                             | 2        | 77,26       | —            |
| 18.  | Gliwice                 | śląskie             |           | Zygmunt Frankiewicz        | 19 czerwca 1955(dts)      | Koalicja dla Gliwic KWW Zygmunta Frankiewicza (członek PO)                                     | 4        | 45,22       | 68,35        |
| 19.  | Głogów                  | dolnośląskie        |           | Zbigniew Rybka             | 8 listopada 1957(dts)     | KWW Obywatelskie Porozumienie Samorządowe (członek UW)                                         | 2        | 39,33       | 67,11        |
| 20.  | Gniezno                 | wielkopolskie       |           | Jaromir Dziel              | 21 stycznia 1961(dts)     | KWW Porozumienie Samorządowe Nowe Gniezno – Nowy Powiat (członek PO)                           | 1        | 27,75*      | 55,37        |
| 21.  | Gorzów Wielkopolski     | lubuskie            |           | Tadeusz Jędrzejczak        | 4 listopada 1955(dts)     | Sojusz Lewicy Demokratycznej – Unia Pracy (członek SLD)                                        | 2        | 50,25       | —            |
| 22.  | Grudziądz               | kujawsko-pomorskie  |           | Andrzej Wiśniewski         | 20 kwietnia 1956(dts)     | KWW Ruch dla Grudziądza (członek PiS)                                                          | 2        | 31,42       | 57,13        |
| 23.  | Inowrocław              | kujawsko-pomorskie  |           | Ryszard Brejza             | 13 marca 1958(dts)        | KWW „Porozumienie Samorządowe” (członek RS)                                                    | 1        | 22,04*      | 51,13        |
| 24.  | Jastrzębie-Zdrój        | śląskie             |           | Marian Janecki             | 31 lipca 1963(dts)        | KWW Wspólnota Samorządowa Jastrzębia-Zdroju                                                    | 1        | 36,42       | 61,35        |
| 25.  | Jaworzno                | śląskie             |           | Paweł Silbert              | 7 lutego 1962(dts)        | Jaworzno Moje Miasto                                                                           | 1        | 37,20       | 51,82        |
| 26.  | Jelenia Góra            | dolnośląskie        |           | Józef Kusiak               | 7 czerwca 1951(dts)       | Sojusz Lewicy Demokratycznej – Unia Pracy (członek SLD)                                        | 2        | 38,57       | 51,67        |
| 27.  | Kalisz                  | wielkopolskie       |           | Janusz Pęcherz             | 6 listopada 1954(dts)     | KWW Samorządny Kalisz                                                                          | 1        | 18,60*      | 61,74        |
| 28.  | Katowice                | śląskie             |           | Piotr Uszok                | 9 października 1955(dts)  | KWW „Forum Samorządowe i Piotr Uszok”                                                          | 2        | 54,06       | —            |
| 29.  | Kędzierzyn-Koźle        | opolskie            |           | Wiesław Fąfara             | 4 marca 1957(dts)         | Sojusz Lewicy Demokratycznej – Unia Pracy (członek SLD)                                        | 2        | 42,66       | 70,75        |
| 30.  | Kielce                  | świętokrzyskie      |           | Wojciech Lubawski          | 22 kwietnia 1954(dts)     | KWW Porozumienie Samorządowe – Wojciech Lubawski (członek SKL-RNP)                             | 1        | 35,18       | 52,23        |
| 31.  | Knurów                  | śląskie             |           | Adam Rams                  | 22 listopada 1956(dts)    | KWW Wspólnie dla Knurowa                                                                       | 1        | 33,59       | 58,66        |
| 32.  | Kołobrzeg               | zachodniopomorskie  |           | Henryk Bieńkowski          | 14 lipca 1949(dts)        | KWW „CentroPrawica Razem”                                                                      | 3        | 37,33       | 56,74        |
| 33.  | Konin                   | wielkopolskie       |           | Kazimierz Pałasz           | 1 marca 1952(dts)         | Sojusz Lewicy Demokratycznej – Unia Pracy (członek SLD)                                        | 3        | 53,90       | —            |
| 34.  | Koszalin                | zachodniopomorskie  |           | Mirosław Mikietyński       | 20 lutego 1957(dts)       | KWW POPiS Koszalin                                                                             | 1        | 50,75       | —            |
| 35.  | Kraków                  | małopolskie         |           | Jacek Majchrowski          | 13 stycznia 1947(dts)     | Ponadpartyjny KWW „Przyjazny Kraków” (członek Sojusz Lewicy Demokratycznej)                    | 1        | 21,18*      | 50,47        |
| 36.  | Krosno                  | podkarpackie        |           | Piotr Przytocki            | 15 sierpnia 1957(dts)     | KWW „Porozumienie Wyborcze Krosno 2002”                                                        | 1        | 24,57*      | 59,17        |
| 37.  | Kutno                   | łódzkie             |           | Zbigniew Burzyński         | 1 lutego 1952(dts)        | KWW „Centrum”                                                                                  | 2        | 21,42       | 55,16        |
| 38.  | Legionowo               | mazowieckie         |           | Roman Smogorzewski         | 3 maja 1972(dts)          | Stowarzyszenie Platforma Samorządowa (członek SKL-RNP)                                         | 2        | 41,21       | 63,97        |
| 39.  | Legnica                 | dolnośląskie        |           | Tadeusz Krzakowski         | 25 stycznia 1957(dts)     | Sojusz Lewicy Demokratycznej – Unia Pracy (członek SLD)                                        | 1        | 45,88       | 58,71        |
| 40.  | Leszno                  | wielkopolskie       |           | Tomasz Malepszy            | 12 września 1946(dts)     | Sojusz Lewicy Demokratycznej – Unia Pracy (członek SLD)                                        | 2        | 55,97       | —            |
| 41.  | Lubin                   | dolnośląskie        |           | Robert Raczyński           | 3 kwietnia 1962(dts)      | KWW Roberta Raczyńskiego                                                                       | 2        | 27,13       | 61,88        |
| 42.  | Lublin                  | lubelskie           |           | Andrzej Pruszkowski        | 23 marca 1960(dts)        | KWW „Prawo i Rodzina” (członek PiS)                                                            | 2        | 32,51       | 64,48        |
| 43.  | Łomża                   | podlaskie           |           | Jerzy Brzeziński           | 9 sierpnia 1957(dts)      | KWW Chrześcijańskie Porozumienie Prawicy                                                       | 1        | 20,49       | 59,39        |
| 44.  | Łódź                    | łódzkie             |           | Jerzy Kropiwnicki          | 5 lipca 1945(dts)         | KWW Łódzkie Porozumienie Obywatelskie (członek ZChN)                                           | 1        | 24,28*      | 56,80        |
| 45.  | Mielec                  | podkarpackie        |           | Janusz Chodorowski         | 3 stycznia 1944(dts)      | KWW Nasz Mielec – Nasz Powiat                                                                  | 3        | 39,07       | 70,43        |
| 46.  | Mysłowice               | śląskie             |           | Stanisław Padlewski        | 19 czerwca 1947(dts)      | Sojusz Lewicy Demokratycznej – Unia Pracy (członek SLD)                                        | 1        | 29,35       | 52,55        |
| 46.  | Mysłowice               | śląskie             |           | Grzegorz Osyra             | 13 grudnia 1961(dts)      | Sojusz Lewicy Demokratycznej – Unia Pracy (członek SLD)                                        | 1        | 49,46       | 56,44        |
| 47.  | Nowa Sól                | lubuskie            |           | Wadim Tyszkiewicz          | 15 listopada 1958(dts)    | KWW „Nowosolski Sojusz Niezależnych”                                                           | 1        | 26,46       | 55,15        |
| 48.  | Nowy Sącz               | małopolskie         |           | Józef Wiktor               | 1 lutego 1942(dts)        | Sojusz Lewicy Demokratycznej – Unia Pracy                                                      | 1        | 17,11*      | 54,18        |
| 49.  | Olsztyn                 | warmińsko-mazurskie |           | Czesław Małkowski          | 22 września 1950(dts)     | Sojusz Lewicy Demokratycznej – Unia Pracy (członek SLD)                                        | 2        | 36,84       | 51,32        |
| 50.  | Opole                   | opolskie            |           | Ryszard Zembaczyński       | 28 czerwca 1948(dts)      | KWW Ryszarda Zembaczyńskiego (członek PO)                                                      | 1        | 65,97       | —            |
| 51.  | Ostrołęka               | mazowieckie         |           | Ryszard Załuska            | 27 czerwca 1947(dts)      | KWW Twój Dom Ostrołęka – Ryszard Załuska                                                       | 1        | 21,07*      | 53,50        |
| 52.  | Ostrowiec Świętokrzyski | świętokrzyskie      |           | Jan Szostak                | 21 sierpnia 1957(dts)     | Sojusz Lewicy Demokratycznej – Unia Pracy (członek SLD)                                        | 2        | 27,24       | 50,43        |
| 53.  | Ostrów Wielkopolski     | wielkopolskie       |           | Jerzy Świątek              | 24 sierpnia 1949(dts)     | Sojusz Lewicy Demokratycznej – Unia Pracy                                                      | 1        | 38,86       | 58,11        |
| 54.  | Oświęcim                | małopolskie         |           | Janusz Marszałek           | 3 lipca 1955(dts)         | KWW Oświęcimskie Forum Gospodarcze                                                             | 1        | 24,98*      | 60,08        |
| 55.  | Otwock                  | mazowieckie         |           | Andrzej Szaciłło           | 30 stycznia 1955(dts)     | KWW Inicjatywa Społeczna Wspólnota Samorządowa                                                 | 1        | 31,01       | 76,86        |
| 56.  | Pabianice               | łódzkie             |           | Jan Berner                 | 2 marca 1932(dts)         | KWW Porozumienie Samorządowe Prawicy                                                           | 1        | 36,12       | 54,72        |
| 57.  | Piekary Śląskie         | śląskie             |           | Stanisław Korfanty         | 12 listopada 1957(dts)    | KWW „Nasze Piekary – Praca, Bezpieczeństwo, Prawość”                                           | 1        | 39,46       | 60,32        |
| 58.  | Piła                    | wielkopolskie       |           | Zbigniew Kosmatka          | 21 listopada 1945(dts)    | Sojusz Lewicy Demokratycznej – Unia Pracy                                                      | 2        | 43,43       | 54,41        |
| 59.  | Piotrków Trybunalski    | łódzkie             |           | Waldemar Matusewicz        | 2 września 1958(dts)      | KWW „Porozumienie Na Rzecz Rozwoju Piotrkowa”                                                  | 1        | 24,00       | 59,62        |
| 60.  | Płock                   | mazowieckie         |           | Mirosław Milewski          | 25 kwietnia 1966(dts)     | Prawo i Sprawiedliwość                                                                         | 1        | 16,60*      | 50,43        |
| 61.  | Poznań                  | wielkopolskie       |           | Ryszard Grobelny           | 17 kwietnia 1963(dts)     | Platforma Obywatelska RP                                                                       | 2        | 37,92       | 65,81        |
| 62.  | Pruszków                | mazowieckie         |           | Jan Starzyński             | 4 lutego 1955(dts)        | KWW Samorząd 2002 Porozumienie Pruszkowskie                                                    | 2        | 28,94       | 64,68        |
| 63.  | Przemyśl                | podkarpackie        |           | Robert Choma               | 24 czerwca 1963(dts)      | KWW Przemyśl Razem (członek PiS)                                                               | 1        | 28,98       | 51,49        |
| 64.  | Puławy                  | lubelskie           |           | Janusz Grobel              | 21 września 1949(dts)     | KWW Porozumienia Samorządowego Prawicy Puławskiej                                              | 3        | 31,43       | 57,91        |
| 65.  | Racibórz                | śląskie             |           | Jan Osuchowski             | 22 sierpnia 1937(dts)     | Sojusz Lewicy Demokratycznej – Unia Pracy (członek SLD)                                        | 1        | 25,75*      | 54,03        |
| 66.  | Radom                   | mazowieckie         |           | Zdzisław Marcinkowski      | 21 czerwca 1950(dts)      | KWW Radomianie Razem                                                                           | 1        | 20,17*      | 58,35        |
| 67.  | Radomsko                | łódzkie             |           | Jerzy Słowiński            | 23 września 1946(dts)     | Organizacja „Razem dla Radomska” (członek PSL)                                                 | 3        | 17,36*      | 58,02        |
| 68.  | Ruda Śląska             | śląskie             |           | Andrzej Stania             | 3 lutego 1948(dts)        | Platforma Obywatelska RP                                                                       | 2        | 29,04       | 62,62        |
| 69.  | Rybnik                  | śląskie             |           | Adam Fudali                | 7 marca 1951(dts)         | KWW Blok Samorządowy Rybnik                                                                    | 2        | 57,24       | —            |
| 70.  | Rzeszów                 | podkarpackie        |           | Tadeusz Ferenc             | 10 lutego 1940(dts)       | Sojusz Lewicy Demokratycznej – Unia Pracy (członek SLD)                                        | 1        | 44,39       | 51,63        |
| 71.  | Siedlce                 | mazowieckie         |           | Mirosław Symanowicz        | 31 października 1956(dts) | KWW Prawica Odpowiedzialna Praworządna i Sprawiedliwa                                          | 3        | 36,96       | 63,92        |
| 72.  | Siemianowice Śląskie    | śląskie             |           | Zbigniew Szandar           | 18 sierpnia 1945(dts)     | KWW Wspólnota                                                                                  | 2        | 19,08*      | 56,32        |
| 73.  | Sieradz                 | łódzkie             |           | Barbara Mrozowska-Nieradko | 24 października 1960(dts) | KWW Barbary Mrozowskiej-Nieradko Sieradzkiej Unii Samorządowej Towarzystwa Przyjaciół Sieradza | 1        | 25,09       | 63,52        |
| 74.  | Skarżysko-Kamienna      | świętokrzyskie      |           | Waldemar Mazur             | 3 grudnia 1950(dts)       | Sojusz Lewicy Demokratycznej – Unia Pracy (członek SLD)                                        | 1        | 14,97*      | 54,17        |
| 75.  | Skierniewice            | łódzkie             |           | Ryszard Bogusz             | 18 czerwca 1953(dts)      | KWW „Porozumienie dla Skierniewic”                                                             | 2        | 33,32       | 51,87        |
| 76.  | Słupsk                  | pomorskie           |           | Maciej Kobyliński          | 18 marca 1944(dts)        | Sojusz Lewicy Demokratycznej – Unia Pracy (członek SLD)                                        | 1        | 34,42       | 53,86        |
| 77.  | Sopot                   | pomorskie           |           | Jacek Karnowski            | 16 sierpnia 1963(dts)     | KWW Samorządność Sopot (członek PO)                                                            | 2        | 56,34       | —            |
| 78.  | Sosnowiec               | śląskie             |           | Kazimierz Górski           | 28 lutego 1959(dts)       | Sojusz Lewicy Demokratycznej – Unia Pracy (członek SLD)                                        | 1        | 49,86       | 56,24        |
| 79.  | Stalowa Wola            | podkarpackie        |           | Andrzej Szlęzak            | 14 grudnia 1962(dts)      | KWW Sprawiedliwość i Praworządność (członek PiS)                                               | 1        | 26,69*      | 54,22        |
| 80.  | Starachowice            | świętokrzyskie      |           | Sylwester Kwiecień         | 25 grudnia 1961(dts)      | Sojusz Lewicy Demokratycznej – Unia Pracy (członek SLD)                                        | 1        | 35,80       | 68,12        |
| 81.  | Stargard Szczeciński    | zachodniopomorskie  |           | Sławomir Pajor             | 16 lutego 1959(dts)       | KWW Platforma Samorządowa (członek RS)                                                         | 1        | 24,56       | 63,58        |
| 82.  | Starogard Gdański       | pomorskie           |           | Stanisław Karbowski        | 5 stycznia 1946(dts)      | Stowarzyszenie „Porozumienie dla Starogardu”                                                   | 2        | 24,49*      | 59,77        |
| 83.  | Suwałki                 | podlaskie           |           | Józef Gajewski             | 21 listopada 1948(dts)    | Sojusz Lewicy Demokratycznej – Unia Pracy                                                      | 1        | 47,76       | 63,59        |
| 84.  | Szczecin                | zachodniopomorskie  |           | Marian Jurczyk             | 16 października 1935(dts) | KWW Niezależnego Komitetu Mariana Jurczyka                                                     | 2        | 27,81       | 53,43        |
| 85.  | Świdnica                | dolnośląskie        |           | Wojciech Murdzek           | 13 grudnia 1957(dts)      | KWW „Wspólnota Samorządowa”                                                                    | 1        | 36,60       | 70,04        |
| 86.  | Świętochłowice          | śląskie             |           | Eugeniusz Moś              | 29 czerwca 1956(dts)      | KWW „Porozumienie Świętochłowickie”                                                            | 2        | 35,20       | 59,42        |
| 87.  | Świnoujście             | zachodniopomorskie  |           | Janusz Żmurkiewicz         | 25 lipca 1948(dts)        | Sojusz Lewicy Demokratycznej – Unia Pracy (członek SLD)                                        | 1        | 29,93       | 55,09        |
| 88.  | Tarnobrzeg              | podkarpackie        |           | Jan Dziubiński             | 1 stycznia 1954(dts)      | KWW Tarnobrzeskie Porozumienie Prawicy (członek PiS)                                           | 2        | 44,45       | 53,98        |
| 89.  | Tarnów                  | małopolskie         |           | Mieczysław Bień            | 25 marca 1958(dts)        | KWW Nasz Dom Tarnów                                                                            | 2        | 32,11       | 60,66        |
| 90.  | Tczew                   | pomorskie           |           | Zenon Odya                 | 30 czerwca 1948(dts)      | KWW Tczew 2002 Plus                                                                            | 3        | 56,57       | —            |
| 91.  | Tomaszów Mazowiecki     | łódzkie             |           | Mirosław Kukliński         | 1 października 1959(dts)  | KWW Chrześcijańskie Porozumienie Obywatelskie (członek PO)                                     | 1        | 19,61*      | 53,74        |
| 92.  | Toruń                   | kujawsko-pomorskie  |           | Michał Zaleski             | 14 lipca 1952(dts)        | KWW Czas na Gospodarza                                                                         | 1        | 25,87       | 50,96        |
| 93.  | Tychy                   | śląskie             |           | Andrzej Dziuba             | 1 grudnia 1956(dts)       | KWW Prezydenta Andrzeja Dziuby                                                                 | 2        | 29,31       | 63,29        |
| 94.  | Wałbrzych               | dolnośląskie        |           | Piotr Kruczkowski          | 10 kwietnia 1962(dts)     | KWW „Obywatelskie Porozumienie Samorządowe” (członek PO)                                       | 1        | 26,32*      | 53,92        |
| 95.  | Warszawa                | mazowieckie         |           | Lech Kaczyński             | 18 czerwca 1949(dts)      | Prawo i Sprawiedliwość                                                                         | 1        | 49,58       | 70,54        |
| 96.  | Wejherowo               | pomorskie           |           | Krzysztof Hildebrandt      | 6 grudnia 1953(dts)       | KWW „Wolę Wejherowo”                                                                           | 2        | 57,16       | —            |
| 97.  | Włocławek               | kujawsko-pomorskie  |           | Władysław Skrzypek         | 25 czerwca 1941(dts)      | KWW Włocławska Wspólnota Samorządowa (członek SKL-RNP)                                         | 1        | 33,88       | 51,90        |
| 98.  | Wodzisław Śląski        | śląskie             |           | Adam Krzyżak               | 15 sierpnia 1954(dts)     | KWW Wodzisławianie Dla Miasta                                                                  | 2        | 48,20       | 58,98        |
| 99.  | Wrocław                 | dolnośląskie        |           | Rafał Dutkiewicz           | 6 lipca 1959(dts)         | KWW Rafała Dutkiewicza                                                                         | 1        | 42,11       | 64,00        |
| 100. | Zabrze                  | śląskie             |           | Jerzy Gołubowicz           | 10 lutego 1947(dts)       | Sojusz Lewicy Demokratycznej – Unia Pracy                                                      | 1        | 33,86*      | 54,54        |
| 101. | Zamość                  | lubelskie           |           | Marcin Zamoyski            | 30 października 1947(dts) | KWW Marcina Zamoyskiego „Wybory 2002”                                                          | 2        | 34,31       | 62,35        |
| 102. | Zawiercie               | śląskie             |           | Ryszard Mach               | 15 marca 1946(dts)        | KWW Niezależna Alternatywa Wyborcza                                                            | 1        | 33,86       | 69,76        |
| 103. | Zduńska Wola            | łódzkie             |           | Zenon Rzeźniczak           | 7 lipca 1957(dts)         | KWW Forum Praca-Rodzina-Sprawiedliwość                                                         | 1        | 44,12       | 63,65        |
| 104. | Zgierz                  | łódzkie             |           | Karol Maśliński            | 7 lipca 1957(dts)         | KWW Liga – Sprawiedliwość                                                                      | 1        | 25,28*      | 62,95        |
| 105. | Zielona Góra            | lubuskie            |           | Bożena Ronowicz            | 4 lipca 1958(dts)         | KWW Sprawiedliwa i Prawa Zielona Góra (członkini UW)                                           | 1        | 27,45*      | 50,67        |
| 106. | Żory                    | śląskie             |           | Waldemar Socha             | 21 listopada 1962(dts)    | KWW „Żorskie Porozumienie Samorządowe”                                                         | 2        | 41,09       | 66,39        |
| 107. | Żyrardów                | mazowieckie         |           | Krzysztof Ciołkiewicz      | 8 czerwca 1948(dts)       | KWW „Wspólnota Żyrardowa”                                                                      | 2        | 28,35       | 58,61        |

## Zmiany na stanowiskach w trakcie kadencji
Mysłowice
Prezydent Mysłowic Stanisław Padlewski zmarł 28 listopada 2002. Obowiązki prezydenta miasta decyzją prezesa Rady Ministrów przejął Grzegorz Osyra. W wyniku wyborów uzupełniających przeprowadzonych 26 stycznia 2003 i 9 lutego 2003 nowym prezydentem miasta został Grzegorz Osyra, wystawiony przez SLD-UP.
Warszawa
Prezydent Warszawy Lech Kaczyński po wygraniu wyborów na urząd Prezydenta Rzeczypospolitej Polskiej zrezygnował ze stanowiska 22 grudnia 2005. Zgodnie z obowiązującymi wówczas przepisami wymagane było przeprowadzenie wyborów przedterminowych (z uwagi na okres dłuższy niż sześć miesięcy do końca dotychczasowej kadencji). W międzyczasie jednak dokonano nowelizacji ustawy o samorządzie gminnym, wprowadzając możliwość odstępstwa od przeprowadzenia wyborów przedterminowych uchwałą rady miasta. Rada miasta podjęła na podstawie nowych przepisów uchwałę o nieprzeprowadzaniu w stolicy przedterminowych wyborów prezydenta miasta. Obowiązki prezydenta miasta decyzją prezesa Rady Ministrów przejął Mirosław Kochalski, a po jego rezygnacji Kazimierz Marcinkiewicz.
Siemianowice Śląskie
Prezydent Siemianowic Śląskich Zbigniew Szandar utracił mandat na skutek zarządzenia zastępczego wydanego w 2003 przez wojewodę śląskiego Lechosława Jarzębskiego w związku z naruszeniem przepisów tzw. ustawy antykorupcyjnej (pełnienia funkcji prezydenta miasta przy niezbyciu udziałów w prywatnej spółce). Decyzja ta stała się ostateczna 4 lipca 2006 na skutek orzeczenia Naczelnego Sądu Administracyjnego. Obowiązki prezydenta miasta decyzją prezesa Rady Ministrów przejęła Danuta Sobczyk. Wyborów przedterminowych nie przeprowadzono.